# Imperiet (band)
 For alternative betydninger, se Imperiet. (Se også artikler, som begynder med Imperiet)
Imperiet var et svensk punk- og rockband som eksisterede i årene 1983-1988.

## Bandet
I Ebba Gröns storhedstid i begyndelsen af 1980'erne etablerede sangerne og guitaristerne Joakim Thåström og Stry Terrarie samt bassisten Christian Falk sideprojektet Rymdimperiet. I 1981 udgav Rymdimperiet sin første single, Vad pojkar vill ha, som blev efterfulgt af en 12" EP og yderligere en single i 1983.
Da Ebba Grön blev opløst i begyndelsen af 1983 blev Rymdimperiet til et rigtigt band. Mats Borg blev udskiftet med Ebba Gröns trommeslager Gunnar "Gurra" Ljungsted, og bandet skiftede navn til Imperiet, samtidig med at Per Hägglund (saxofon og keyboard) indtrådte i bandet. Den første single under det nye navn hed Alltid rött, alltid rätt, og senere samme år udgav bandet albummet Rasera, som overvejende indeholdt materiale, der var tiltænkt Ebba Gröns fjerde album. I 1984 udgav de en mini-LP med titlen Imperiet samt singlen Du ska va president. Kort herefter forlod Stry Terrarie bandet.
I 1985 udgav Imperiet sit tredje album, Blå Himlen Blues, med hittene C.C. Cowboys og Fred. Kort derefter forlod Gurra bandet og blev erstattet af Fred Asp. Senere samme år udgav Imperiet sit fjerde album, livealbummet 2:a Augusti 1985, der blev fulgt op af singlen Märk hur vår skugga, hvor gruppen fortolkede Bellman og Evert Taube. I 1986 udgav Imperiet yderligere et album Synd, og året efter udgav de singlen 19hundra80sju. Efter at have nået sit kommercielle højdepunkt med Synd forsøgte bandet at opnå et gennembrud i udlandet, så bandet udgav et album med nyindspillede engelske versioner af gammelt materiale. Det resulterede i singlen Peace i 1986 og albummet Imperiet (1988). Bandet turnerede i USA, Mexico, Nicaragua og i Cuba. Det blev dog ikke til noget internationalt gennembrud, og i 1988 udgav Imperiet sit sidste album, Tiggarens tal. Per Hägglund havde forladt bandet inden indspilningen af pladen. Efter afskedsturnéen samme år blev dobbeltalbummet Studio/Live udgivet.
I 1988 gik Imperiet endeligt i opløsning. Joakim Thåström fortsatte som soloartist. Christian Falk fik succes som producer inden for hiphop-branchen, og Fred Asp udgav en soloplade.
Imperiet optrådte i Danmark ved flere lejligheder, herunder på Roskilde Festival 1984 og Roskilde Festival 1986.

## Medlemmer
- Joakim Thåström (sang, guitar)
- Stry Terrarie (guitar, orgel, sang) 1983-1984
- Gunnar "Gurra" Ljungsted (trommer) 1983-1985
- Christian Falk (el-bas)
- Per Hägglund (saxofon, keyboard) 1983-1987
- Fred Asp (trommer) 1985-1988

## Diskografi

### Singler under navnet Rymdimperiet
- 1981 - Vad pojkar vill ha
- 1982 - Alltid attack  (maxi-EP)
- 1983 - Felrättsnettheltfelrättsnett

### Album
- 1983 - Rasera
- 1984 - Imperiet (mini-LP)
- 1985 - Blå himlen blues
- 1986 - Synd
- 1988 - Imperiet (engelsksproget album)
- 1988 - Tiggarens tal

### Livealbum
- 1985 - 2:a Augusti 1985 (indspillet i Aros Parken i Västerås den 2. august 1985)
- 1988 - Live/Studio (opsamling)

### Opsamlingsalbum
- 1990 - Kickar - Singlar 1981-1987
- 1995 - Greatest hits
- 2002 - Alltid rött, alltid rätt - En samling 1983-1988
- 2007 - Klassiker
- 2009 - Silver, guld & misär (box)

### Singler under navnet Imperiet
- 1983 - Alltid rött, alltid rätt
- 1984 - Du ska va president (også som maxisingle)
- 1984 - Fred (også som maxisingle)
- 1985 - C.C. Cowboys (promo maxisingle)
- 1985 - Märk hur vår skugga/Balladen om briggen Blue Bird av Hull
- 1986 - Var e vargen (også som maxisingle)
- 1986 - Peace (også som maxisingle)
- 1986 - Österns röda ros (kun promo - også som maxisingle)
- 1987 - Saker som hon gör
- 1987 - 19hundra80sju
- 1988 - Be the president (også som CD-single)
- 1988 - I hennes sovrum (CD-single - kun promo)
- 1988 - ...som eld